# Distrikt Quivilla
Der Distrikt Quivilla liegt in der Provinz Dos de Mayo in der Region Huánuco in Westzentral-Peru. Der Distrikt wurde am 12. September 1921 gegründet. Er besitzt eine Fläche von 37,2 km². Beim Zensus 2017 wurden 1263 Einwohner gezählt. Im Jahr 1993 lag die Einwohnerzahl bei 1080, im Jahr 2007 bei 2088. Verwaltungssitz des Distriktes ist die 2938 m hoch gelegene Ortschaft Quivilla mit 711 Einwohnern (Stand 2017). Quivilla befindet sich 26,5 km nordnordöstlich der Provinzhauptstadt La Unión.

## Geographische Lage
Der Distrikt Quivilla befindet sich nordzentral in der Provinz Dos de Mayo. Der Distrikt liegt am Ostufer des Río Marañón und erstreckt sich über die Westflanke der peruanischen Zentralkordillere.
Der Distrikt Quivilla grenzt im Südwesten an den Distrikt Pachas, im Westen an den Distrikt Llata (Provinz Huamalíes), im Norden an den Distrikt Jacas Grande (Provinz Huamalíes) sowie im Südosten und im Süden an den Distrikt Marías.

## Ortschaften
Im Distrikt gibt es neben dem Hauptort folgende größere Ortschaften:
- San Martin de Porres
- San Miguel de Yanuna